# آثار النيكوتين على نمو الدماغ البشري
النيكوتين (بالإنجليزية: Nicotine)‏ هو مادة تُستخرَج من نبات التبغ، وتسبب الإدمان بدرجة عالية، ولكن أقل من المواد الافيونية مثل الهيروين. حمض الغاما-أمينوبيوتيريك له دور في الاعتماد على النيكوتين. أظهرت الدراسات قبل السريرية أن الأسيتيل كولين يلعب دورًا حاسمًا في نضج الدماغ عن طريق تنشيط مستقبلات الأستيل كولين النيكوتينية (بالإنجليزية: Nicotinic acetylcholine receptors)‏ و(تختصر: nAChRs)، وهي عائلة متنوعة هيكليًا من القنوات الأيونية المرتبطة بـ ربائط.
استخدام المراهق السجائر الإلكترونية يمثل تهديدًا جوهريًا للصحة النفسية له. يمكن للنيكوتين الموجود في السجائر الإلكترونية - أيضًا - أن يُحَفِّز دماغ المراهق على الإدمان على عقاقير غير قانونية مثل الكوكايين. النيكوتين له تأثرات سلبية - داخل قشرة الفص الجبهي - على نمو الدماغ. التعرض للنيكوتين بشرب السجائر التقليدية أو الإلكترونية خلال فترة المراهقة يمكنه أن يؤدي إلى إضعاف نمو الدماغ. يمكن أن يؤدي تعرض الأم للنيكوتين قبل الولادة إلى آثار سلبية طويلة المدى على الدماغ النامي.

سيدة تشرب سيجارة إلكترونية.

جزيئ نيكوتين ثلاثي الأبعاد.

يعتبر النيكوتين من العقاقير المحاكية للجهاز العصبي اللاودي، والتي ترتبط - وتنشط - مستقبلات الأستيل كولين النيكوتين في الدماغ (nAChRs)، مما يؤدي - بعدها - إلى إطلاق الدوبامين - المركب الطليعي للنوربينفرين والناقلات العصبية الأخرى، مثل نورإبينفرين، والأدرينالين، الأسيتيل كولين، السيروتونين، حمض جاما أمينوبوتيريك، الغلوتامات، و
الإندورفين.
يتداخل النيكوتين مع وظيفة الحاجز الدموي الدماغي، مما يزيد من مخاطر الإصابة بالوذمة الدماغية وألتهاب الأعصاب. عندما يدخل النيكوتين إلى الدماغ يُحَفِّز من نشاط الخلايا العصبية الدوبامينية للدماغ المتوسط الموجودة في المنطقة السقيفية البطنية والجزء المكتز. التعرض المتكرر للمحلول الإلكتروني سواءً كان عمداً أو سهواً عن طريق الابتلاع أو ملامسة العين أو ملامسة الجلد يمكن أن يسبب آثارًا ضارة مثل النوبات دماغية بسبب نقص التأكسج الدماغي. الجدير بالذكر أن التعرض لمكونات السجائر الإلكترونية في فترة زمنية يمكن أن يؤدي إلى تغيرات سلوكية مستمرة.

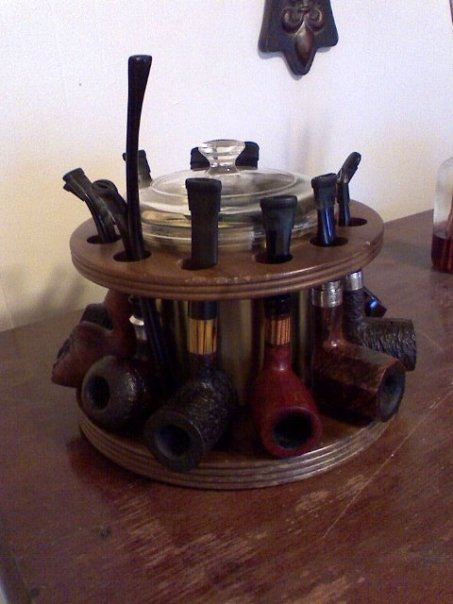
غليون التدخين

.

## آثار النيكوتين على الجهاز العصبي
الآثار الصحية لاستهلاك النيكوتين على المدى الطويل مازالت غير واضحة. قد تمر عقود قبل أن تُعرف الآثار الصحية طويلة المدى لاستنشاق رذاذ السيجارة -العادية أو إلكترونية- للنيكوتين. يؤدي استخدام النيكوتين على المدى القصير إلى إثارة أعصاب العقد اللا إرادية والأعصاب اللاإرادية ،في حين أن الاستخدام المزمن يسبب آثارًا سلبية على الخلايا البطانية. لقد ثَبُت أن النيكوتين يُغَير من كميات عامل التغذية العصبية المستمد من الدماغ لدى البشر. بإمكان النيكوتين أن يعدل من المرونة العصبية وعمليات التعلم والإدراك في الدماغ. آثار النيكوتين تشمل: الصداع الخفيف ، والصداع ، والانزعاج، والاكتئاب ، وسرعة الانفعال ، والعدوانية ، والإحباط ، ونفاد الصبر بسهولة ، والقلق ، واضطرابات النوم ، والأحلام غير الطبيعية ، والتهيج ، والدوخة.

## المراهقون والشباب

### الإدمان والاعتماد
قد يؤدي استخدام الأطفال والمراهقين للسجائر الإلكترونية إلى إدمان النيكوتين.: C: A. بالرغم من وجود دراسات تؤكد أن السجائر التقليدية تسبب إدمانًا أكثر من الإلكترونية، إلا أن دراسات أخرى تؤكد عكس ذلك بالنسبة للأطفال. ومن المرجح أن يستخف المراهقون بإدمان النيكوتين.

## هوامش
1. ↑  النيكوتين مُرَكَّبٌ قِلْوانيٌّ غَيرُ أوكسيجيني سائلٌ قابلٌ للذَّوبان، يُستَخرج بِشَكْلٍ أسَاسيِّ من نَبَاتِ التَبْغِ، ويُستعمَلُ في إِبادة الحشرات
2. ↑  الجزء المكتنز هو جزء من المادة السوداء، يتكون من عصبونات دوبامينية الفعل، ويقع في الدماغ المتوسط.